# Central City (Iowa)
Central City é uma cidade localizada no estado americano de Iowa, no Condado de Linn.

## Demografia
Segundo o censo americano de 2000, a sua população era de 1157 habitantes.
Em 2006, foi estimada uma população de 1159, um aumento de 2 (0.2%).

## Geografia
De acordo com o United States Census Bureau tem uma área de
2,4 km², dos quais 2,3 km² cobertos por terra e 0,1 km² cobertos por água. Central City localiza-se a aproximadamente 261 m acima do nível do mar.

## Localidades na vizinhança
O diagrama seguinte representa as localidades num raio de 20 km ao redor de Central City.